# 盧今錫
盧 今錫（ノ・クムソク＜ろ こんしゃく＞ 1932年1月10日 - 2022年12月26日）は、朝鮮民主主義人民共和国（北朝鮮）の軍人。朝鮮人民軍空軍に所属するパイロットだったが、朝鮮戦争の休戦直後に大韓民国（韓国）へ亡命した。アメリカ合衆国に帰化した後はケネス・ヒル・ロウ（Kenneth Hill Rowe）の英語名を名乗った。

## 経歴

### 朝鮮戦争まで

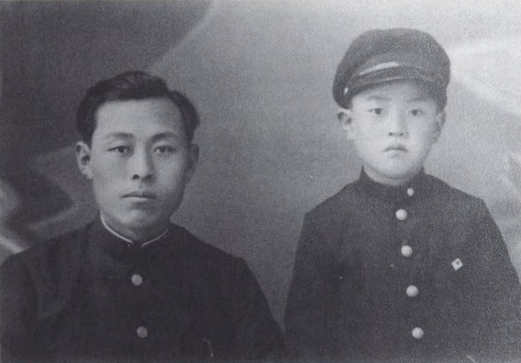
幼少期の盧。父と共に（1939年）

1932年、日本統治時代の咸鏡南道・新興郡で生を受ける。創氏改名後はオカムラ・キヨシ（Okamura Kiyoshi）の日本名を名乗った。父は日本企業で働いていたため、幼少期の生活環境は比較的恵まれていた。当時、学校の授業は全て日本語で行われていたため、盧の日本語の読み書きは完璧なものだった。1944年に特攻隊員の募集が始まると、12歳の盧はこれに志願したいと家族に打ち明けた。しかし、父の強い反対によって断念する。さらに父と話し合う中で、アメリカが戦争に勝利することを確信し、いずれ渡米して豊かな生活を送るという夢を抱くようになる。終戦後の1948年、盧は北朝鮮の指導者となる金日成の演説を初めて目にした。盧は演説自体には強い感銘を受けたとしながらも、アメリカに憧れていたこともあり、共産主義は当時から軽蔑の対象であったと語っている。しかし、周囲で独立への熱狂が高まる中、盧は内心を押し隠し、表面上は模範的な共産主義者として振る舞うことを選んだ。
1949年に海軍軍官学校へ入学する。その頃から既に脱北を企図していたという。海軍軍官学校での生活は非常に厳しいもので、休暇は皆無、なおかつ基地を離れることは認められず、卒業までは誰かの訪問を受けることも認められていなかった。ヒゲを生やすことは厳禁とされていたものの、カミソリが支給されなかったため、候補生らはヒゲを1本ずつ指で引き抜くしかなかった。兵舎や教室は暖房が不十分で、冬には非常に冷え込み、蛇口からは水しか出なかった。食料も常に不足していた。ある候補生は除隊の申し出を行ったが、拒否されたばかりか、次に同様の申し出を行えば投獄するという警告が与えられたという。盧は後に海軍軍官学校での生活を振り返り、「刑務所のようだった」と述べている。
朝鮮戦争が始まると、候補生らの生活環境は一層と悪化した。盧を含む150人ほどの候補生は、未整備の鉄道トンネル内に移動し、歩兵訓練や反米政治集会に参加することとなった。数日後、軍医らがトンネルを訪れ、100人ほどの候補生を選抜した。彼らは何らかの秘密計画に参加するとされており、盧はパイロットの選抜であろうと推測した。その後の身体検査と試験の後、50人の候補生が中国の飛行場へと鉄道で送り込まれ、改めてパイロットとして選抜された旨が伝えられた。1950年には空軍に入隊し、中国国内でのYak-18練習機、Yak-11練習機、Yak-17戦闘機を用いた訓練を経てMiG-15戦闘機のパイロットとなった。しかし、パイロットの生活も厳しいものだった。依然として休暇はほとんど与えられなかったし、公の場でアルコールを口にすることも禁止されていた。また、若いパイロットは多くが独身だったが、女性との交際は認められなかった。韓国が若い女性をスパイとして送り込んでいると言われていたためである。訓練終了後、彼らは第1飛行師団第2連隊に配属された。同連隊は当時北朝鮮で唯一空襲の被害を受けていなかった義州の飛行場に配置されていた。1951年11月8日、19歳の盧は初めての実戦に参加した。その後、空襲の激化により義州飛行場が機能を喪失すると、連隊は中国の安東省の飛行場に移った。1952年11月、盧の飛行隊に新型のMiG-15bis戦闘機が配備された。
1953年の春、兵站部の少佐で熱狂的な共産主義者でもあった叔父から、母が爆撃で死亡した旨を伝えられた。ただし、実際には生存しており、興南区域から避難する際に足を骨折した後、アメリカ海軍によって救出されていた。
彼は将校として金日成主席と3度対面したことがあり、また後に空軍総司令官や総参謀部長、国防委員会副委員長などを歴任した呉克烈は同じ飛行隊に勤務した親友の1人であった。

### 亡命
朝鮮戦争休戦直後の1953年9月21日、韓国の金浦空軍基地上空に突如1機のMiG-15bis戦闘機が飛来し、着陸した。これを操縦していたのが21歳の盧今錫中尉であった。当時、滑走路では第4邀撃機群所属の兵士数名がガンカメラで撮影された映像の確認を行っていたが、突然誰かが「ミグが降りたぞ！」（A MiG just landed! ）と叫び、建物の中にいた兵士らも次々と滑走路に出てきたという。アメリカ軍人らに囲まれながら戦闘機を降りた盧は、操縦席に飾られていた金日成の写真を取り出し、これを引き裂いてみせた。その後、野次馬の目を避けるべく、盧と彼の戦闘機は格納庫内へと移動させられた。
亡命直前、盧は順安の空軍基地に勤務しており、新たに配備されたばかりのMiG-15bisを最初に操縦するパイロットの1人に選ばれていた。この戦闘機は停戦協定に違反し、鉄道で密かに運び込まれ、基地内で組み立てられたものだった。増槽は装備されていなかったが、盧は亡命1ヶ月前に地図を元に計算を行い、内部タンクだけでも金浦へ向かうことはできると判断していた。そしてMiG-15bisを用いた最初の訓練飛行の際、盧は1番機に搭乗する予定だったが、2番機のパイロットに頼み込んで順番を入れ替えてもらい、さらに「今日は少し長く飛びたいんだ。あまり急いで着陸しないでくれ。お前が降りたら我々も降りなければならなくなる」と要望した。そして、飛行中に38度線を超えてソウルを目指したものの、アメリカ軍の防空網を潜り抜けることは極めて困難であるため、脱北の成功率は20%程度と見込んでいた。しかし、偶然にもこの日の朝、アメリカ軍は整備のためレーダーの稼働を停止していた。
金浦空軍基地に降り立った時、盧が喋ることの出来た英単語は「自動車」（motorcar）のみで、誰かが理解して司令官の元まで自動車で連れて行ってくれることを期待していた。盧は朝鮮語と日本語を流暢に喋ることができたものの、基地内にはどちらも話せる者がいなかった。結局、多少の朝鮮語を理解する情報将校ドナルド・ニコラス空軍少佐（Donald Nichols）の事務所で聴取を受けることになる。このニコラス少佐による聴取をもとに、55ページの報告書が作成された。
亡命後、盧は100,000米ドルの賞金を送られた。これはアメリカ空軍がMiG-15確保の為に展開していたムーラー作戦への貢献に対する報酬であったが、盧自身はこの作戦の存在そのものを全く知らなかったという。なお、脱北者に賞金を与えることが休戦直後の不安定な朝鮮半島の情勢に悪影響を及ぼす可能性をドワイト・D・アイゼンハワー大統領が懸念していたため、実際の賞金支払いは数年遅れることとなる。盧が長年憧れていたコカ・コーラを初めて口にしたのも亡命直後のことだった。ただし、同時に提供されたアメリカ軍の糧食には嫌悪感を覚えたという。
1953年後半からは沖縄に移り、月300ドルの給与を受けとって暮らした。給与は日本食や西ドイツ製のカメラ、その他の様々な「アメリカ式の生活」のために使われた。1954年5月4日にサンフランシスコにて取材に応じた時、盧はあたかもアメリカの大学生のような服装と流暢な英語で報道陣を驚かせたという。

### アメリカ移住後

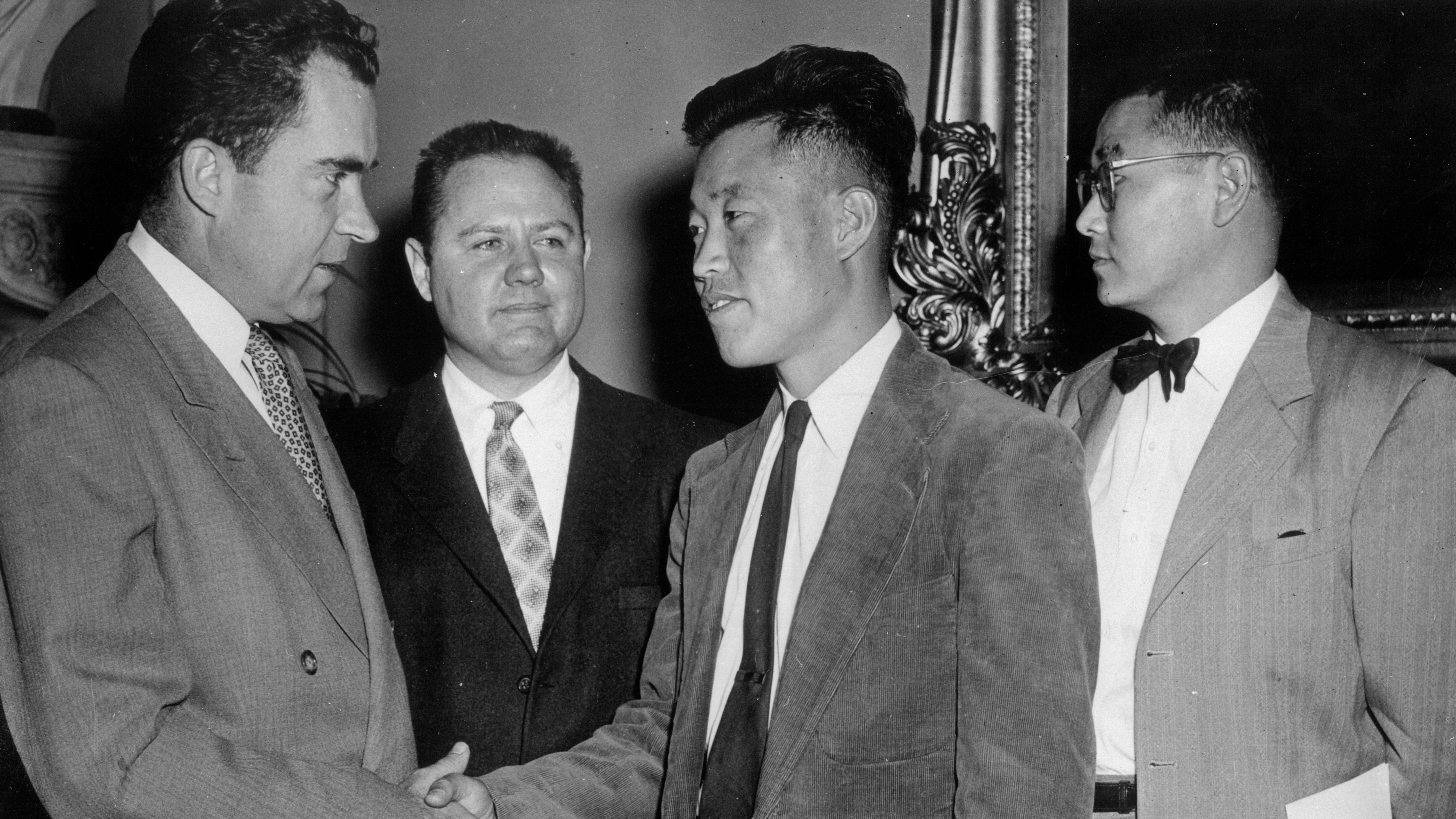
リチャード・ニクソン副大統領と面会する盧（1954年）

彼の望みは母と共にアメリカ合衆国へ移住し、自由で充実した生活を送ることだった。韓国を経てアメリカへ移った後、ケネス・ロウという英語名を名乗り始め、やがて結婚してアメリカの市民権を獲得した。1958年にはデラウェア大学を卒業した。
亡命後、ロウは北朝鮮やソ連の工作員が報復のために現れることを恐れ、何年間もサングラスで顔を隠して暮らしていた。1957年、韓国の難民キャンプにいた母親がロウと暮らすために渡米した。また、ロウは子犬を引き取り、ミグ（Mig）と名付けていたという。
アメリカではグラマン、ボーイング、ゼネラルダイナミクス、ゼネラルモーターズ、ゼネラルエレクトリック、ロッキード、デュポン、ウェスティングハウスなど様々な企業で航空技術者として働いた。
エンブリー・リドル航空大学にて航空宇宙工学の教授として17年勤務し、2000年に退職した。
2004年2月、彼はエグリン空軍基地にゲストとして招かれ、レッドスター航空博物館が保有していたMiG-15UTIに搭乗して飛行する機会に恵まれた。後日、彼は亡命以来初めてのMiGでの飛行について、「実に速い、速い車だよ」(It is a fast, fast car)と語った。
著書『A MiG-15 to Freedom』（ISBN 0-7864-0210-5）では、亡命以前の生活と亡命後の生活の双方について著している。
2010年、フロリダ州ベロビーチで催された朝鮮戦争退役軍人において、ロウが招かれたことを理由に数名の退役軍人が出席を拒否した。これに対し、ロウは「私は間違った側にいた退役軍人だった」と答えた。
2022年12月26日に死去した時点で、家族としては62年間連れ添った妻クララ（Clara Rowe）のほか、娘1人、孫1人があった。

## 盧今錫のMiG-15
盧が明け渡したMiG-15は、H・E・"トム"・コリンズ大尉（H.E. "Tom" Collins）の操縦で沖縄へと運ばれ、コリンズとチャック・イェーガー少佐によってテスト飛行が行われた。1953年12月には一旦分解してライト・パターソン空軍基地へ輸送され、改めて徹底的な性能試験が行われた。アメリカ政府ではこのMiG-15を「正当な所有者」に返却する旨の申し出を行ったものの、所有者として名乗り出る国が無かったため、国立アメリカ空軍博物館に展示品として寄贈された。

## 大衆文化
ビデオゲーム『Chuck Yeager's Air Combat』には、盧の亡命を題材にしたミッションが存在する。

## ギャラリー

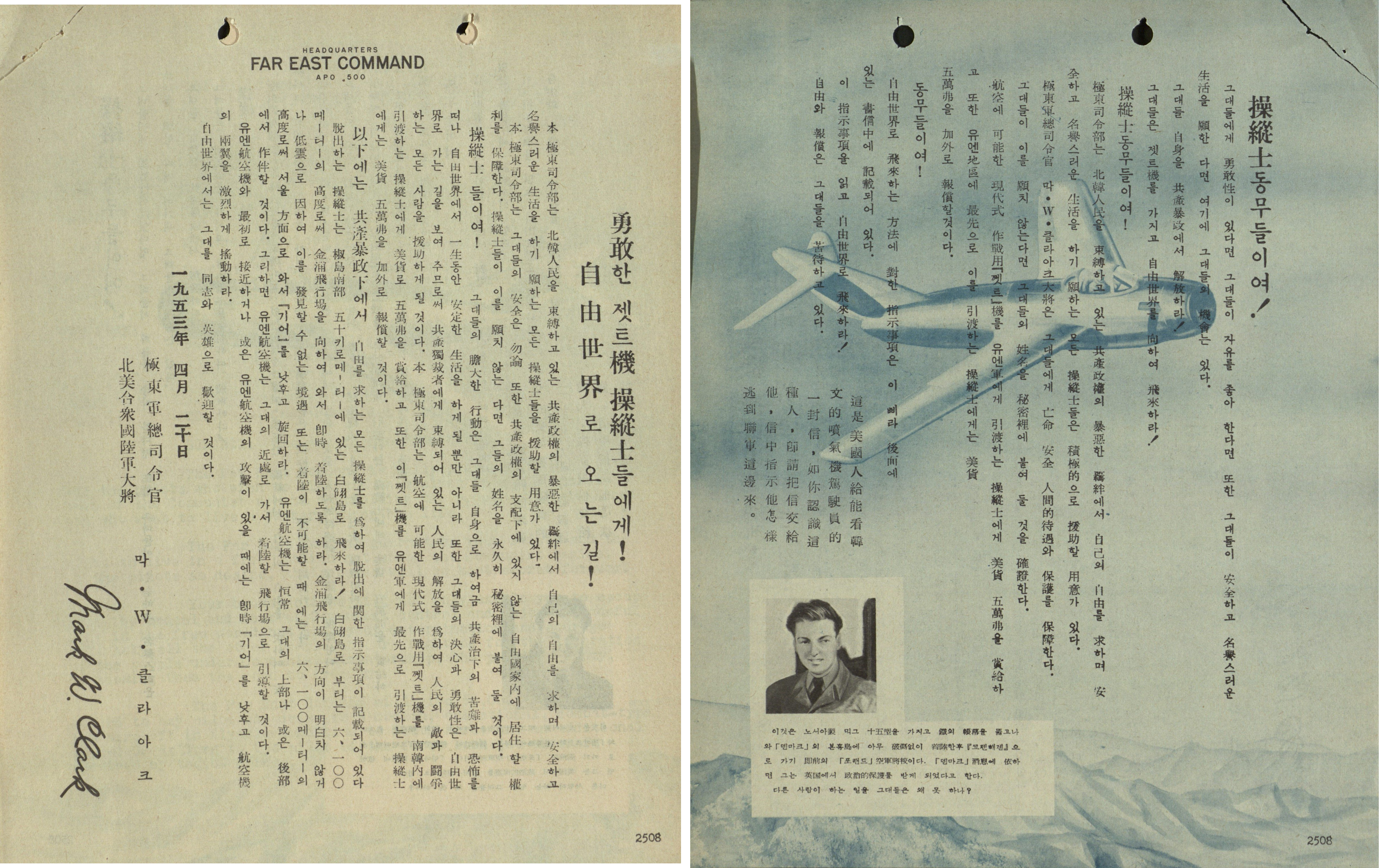
国連軍にジェット機を提供すれば100,000米ドルの賞金を与える旨を記した宣伝ビラ。ムーラー作戦の一環として北朝鮮に散布された。
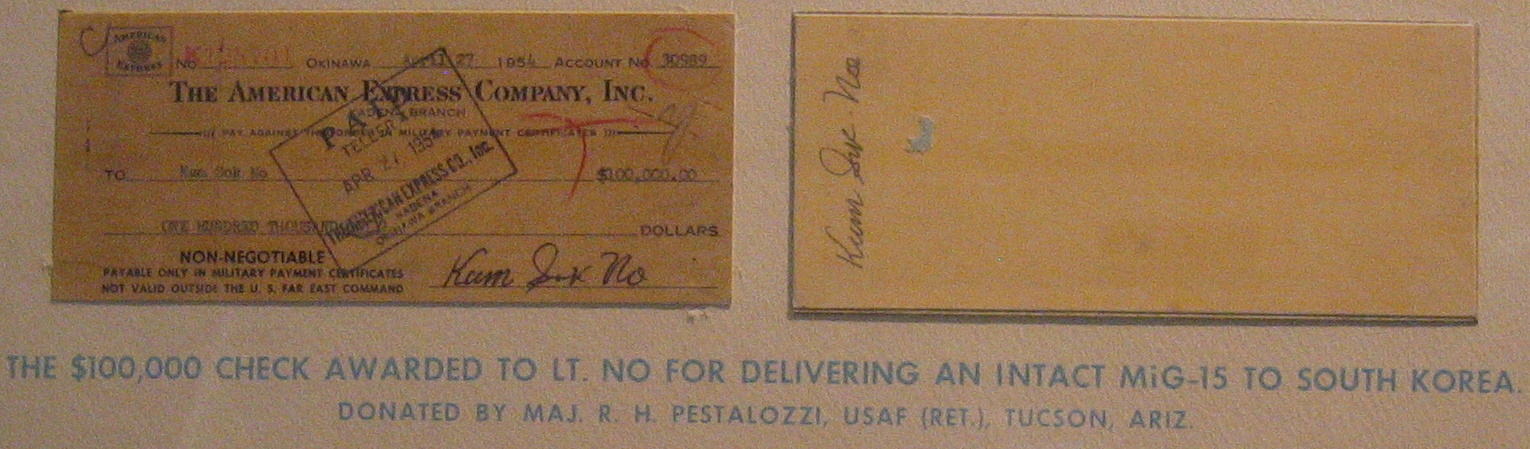
盧に送られた100,000米ドルの小切手。当時の100,000米ドルは2011年の820,000米ドルに相当する。
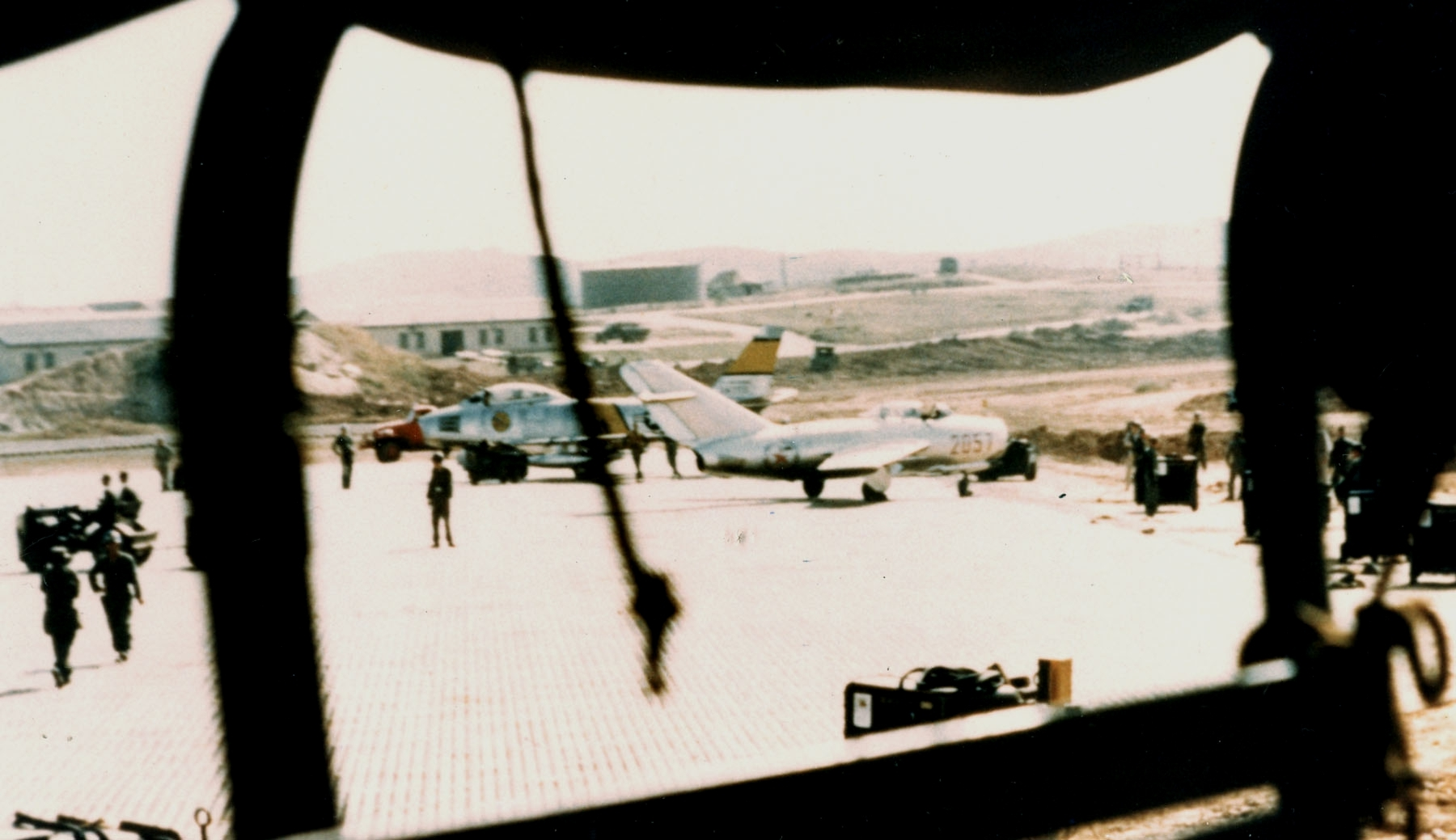
盧が着陸した直後の金浦空軍基地の滑走路。
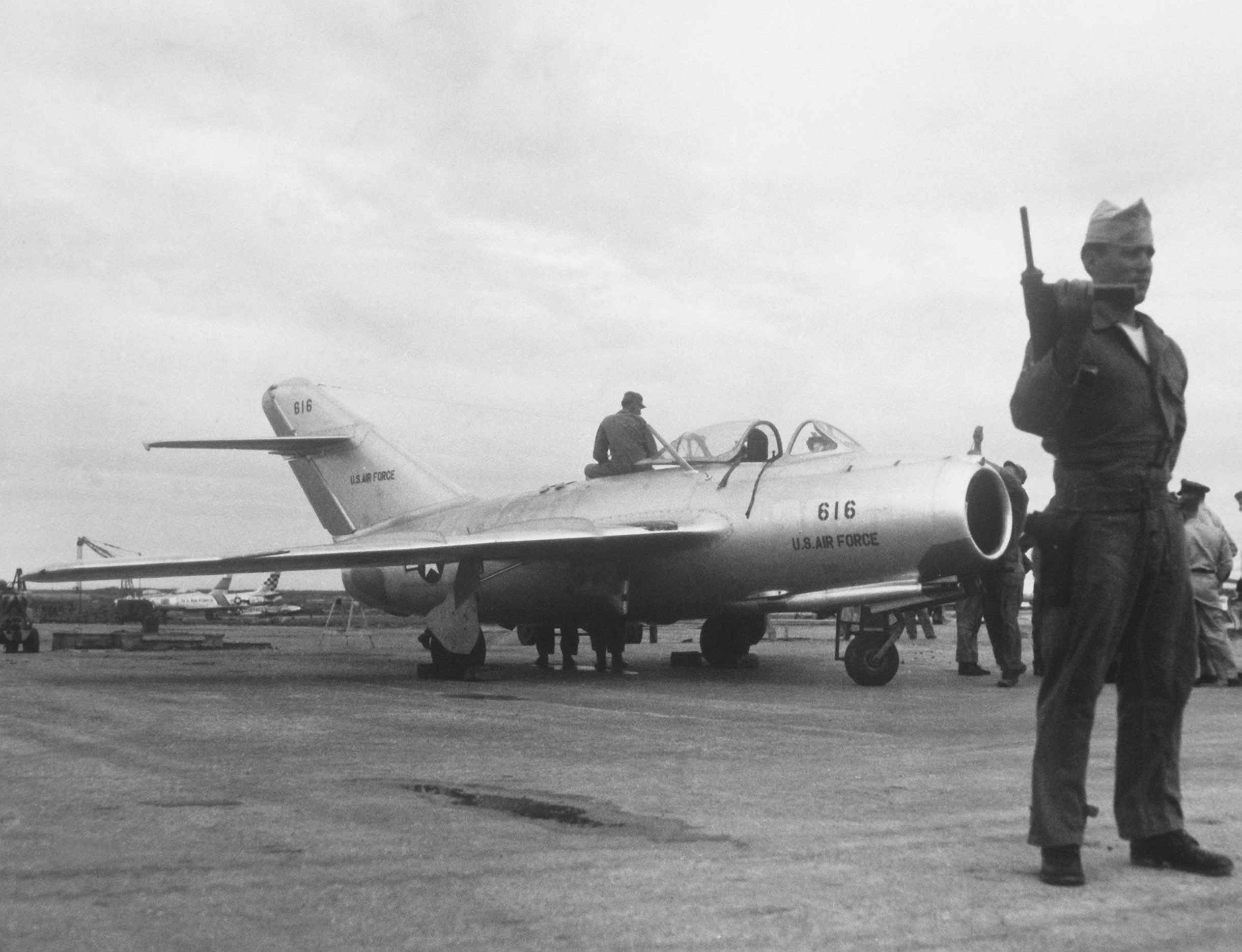
金浦空軍基地にて。既に米空軍所属機として塗装し直されている。
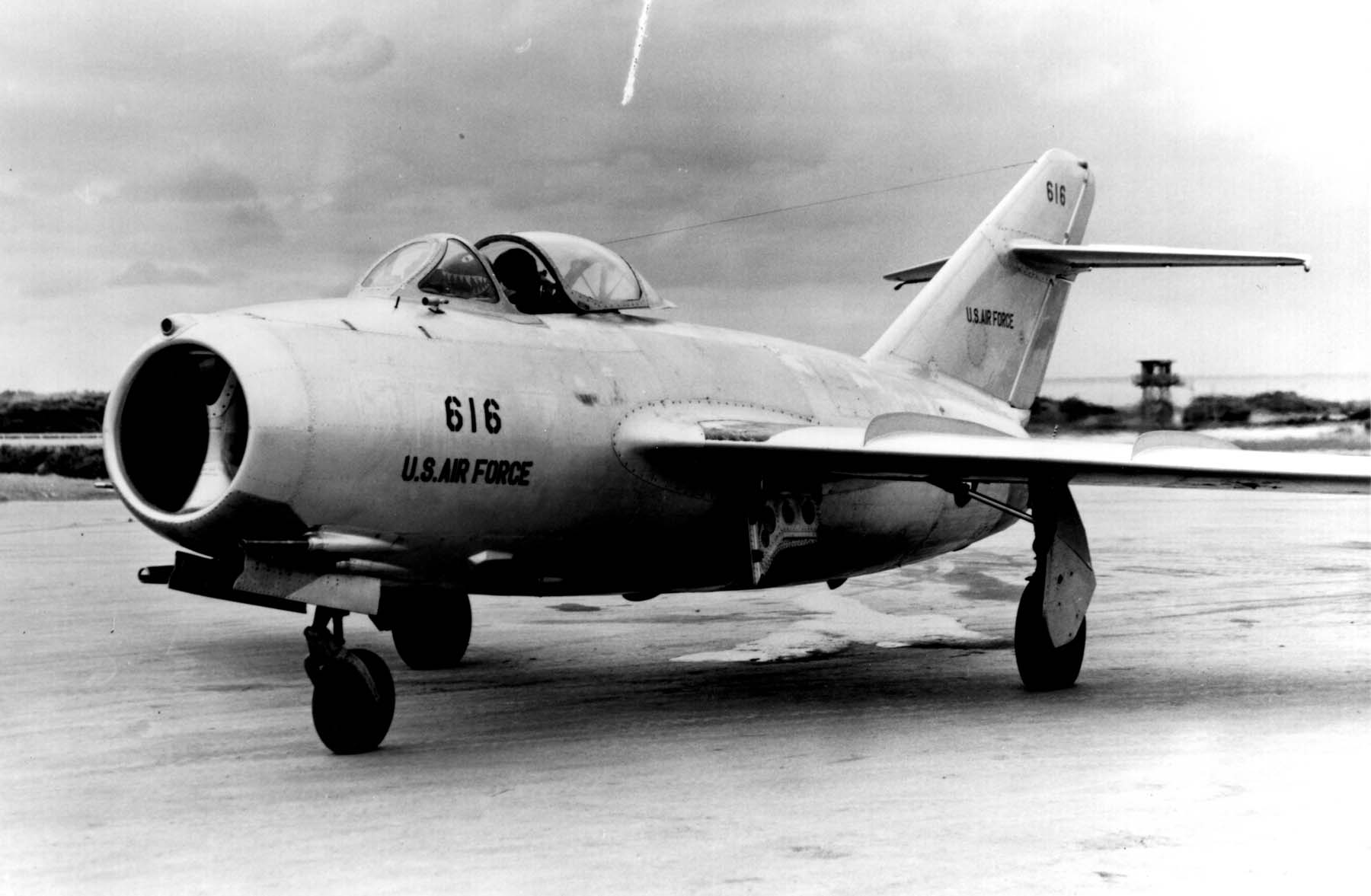
盧の愛機だったMiG-15。北朝鮮時代の番号を消した跡がうっすら見える。
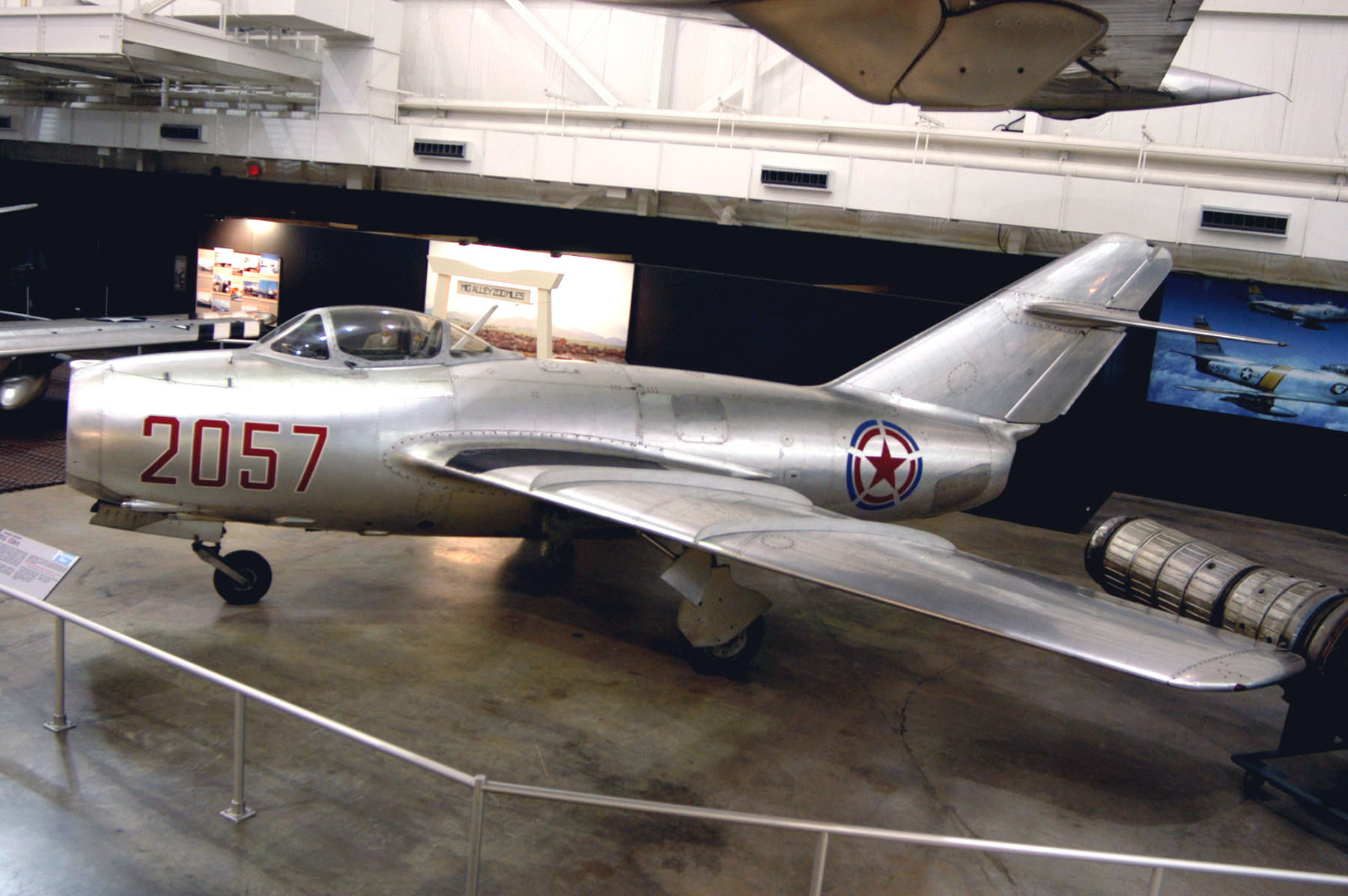
国立アメリカ空軍博物館に展示される盧のMiG-15。北朝鮮時代の塗装を再現している。
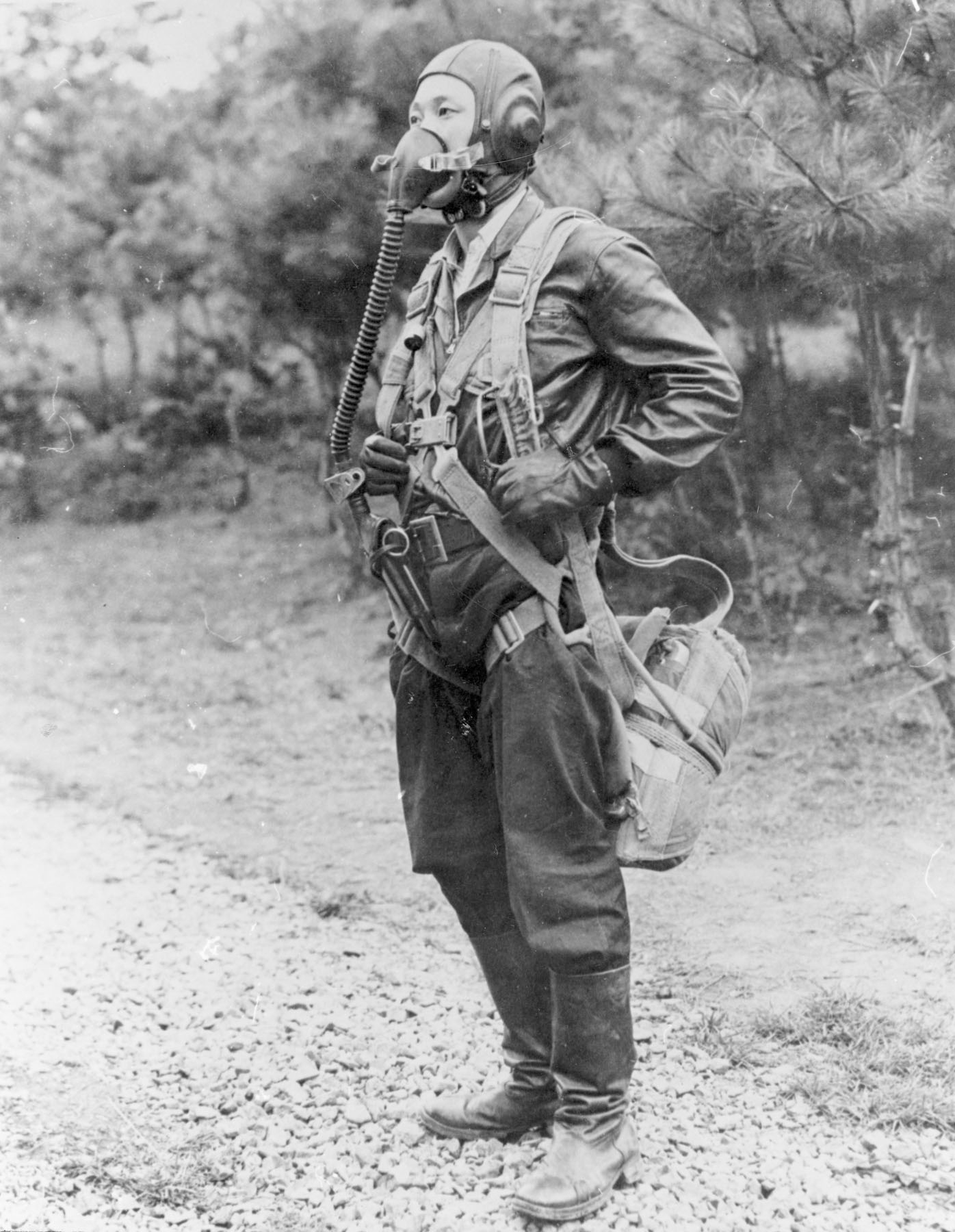
北朝鮮の飛行服を着た盧今錫。亡命の際、米空軍によって撮影された。